# Margitta-Janine Lippok
Margitta-Janine Lippok (auch Maja Lippok oder M.-J. Lippok) (* 14. Oktober 1968) ist eine deutsche Schauspielerin.

## Leben
Von 1992 bis 1995 besuchte Lippok die Schauspielschule Schauspiel München in München.
Danach debütiert sie als Sonja neben Oliver Korittke in der Komödie Rohe Ostern und hatte eine Nebenrolle in Rossini – oder die mörderische Frage, wer mit wem schlief. Es folgen Rollen in Serien (u. a. als Linda Schmidt in Marienhof, als Susanne Borowiak in der SK Kölsch-Folge Tour de Cologne, Gastrollen bei Der Fahnder, Stadtklinik, Aus heiterem Himmel) sowie Rollen in Fernsehfilmen (als Catherine in Amor – Todesspiel aus Liebe, als Barbara in Du bist mein Kind oder neben Mariele Millowitsch in Nur eine Hure).

## Filmografie (Auswahl)
- 1995: Aus heiterem Himmel
- 1996: Rohe Ostern
- 1996: Das Mädchen Rosemarie
- 1997: Rossini, oder die mörderische Frage, wer mit wem schlief
- 1997: Stadtklinik
- 1997: Der Mordsfilm – Nur eine Hure
- 1998: Marienhof
- 1998: T.V. Kaiser – Callgirls packen aus oder Meine Eltern werden vielleicht Augen machen
- 1999: Amor – Todesspiel aus Liebe
- 2000: Der Fahnder
- 2000: SK Kölsch
- 2001: Späte Rache
- 2001: Nur eine Nacht
- 2002: Du bist mein Kind
- 2002: Nesthocker: Reine Nervensache
- 2003: Zwei Profis
- 2005: Verbotene Liebe
- 2011: Prinz Ratte
- 2015: Paul
- 2018: Maren